# Ć
Ć (kleingeschrieben: ć) ist ein Buchstabe des lateinischen Schriftsystems mit Akut, der in der Schreibung mehrerer slawischen Sprachen verwendet wird. Diese sind Polnisch, Obersorbisch, Niedersorbisch, Bosnisch, Serbisch, Kroatisch und Belarussisch (in der Łacinka) sowie die slawisch beeinflusste westgermanische Sprache Wilmesaurisch.
In den genannten Sprachen, außer der obersorbischen, bezeichnet der Buchstabe eine stimmlose alveolopalatale Affrikate (IPA: [⁠ʨ⁠]), die Ähnlichkeit mit dem deutschen „tch“ im Wort „Entchen“ hat. Während beim deutschen Laut die Enge zwischen Zungenblatt und Gaumens gebildet wird, erfolgt die Engebildung beim polnischen Laut zwischen Zungensaum/Zungenblatt und Zahndamm/Gaumen. Im Obersorbischen wird der Buchstabe identisch mit dem Č als stimmlose palatale Affrikate ausgesprochen (IPA: [⁠ʧ⁠]), d. h. wie das deutsche „tsch“ in Rutsche.
Im Bereich des ehemaligen Jugoslawien enden viele Nachnamen auf den Buchstaben „Ć“, wie zum Beispiel Ibrahimović.

## Graphotaktik
Im Polnischen steht der Buchstabe ć so gut wie nie vor Vokalbuchstaben, weil dort ci geschrieben wird. Im Serbokroatischen wird er hingegen auch vor Vokalbuchstaben geschrieben.

## Darstellung auf dem Computer
Die benannten HTML-Zeichenentitäten lauten &Cacute; für das große Ć und &cacute; für das kleine ć.